# Gonomyia tenuipollex
Gonomyia tenuipollex är en tvåvingeart som beskrevs av Alexander 1948. Gonomyia tenuipollex ingår i släktet Gonomyia och familjen småharkrankar. Inga underarter finns listade i Catalogue of Life.